# Quiz: Tonosama no Yabō 2 - Zenkoku-ban
Quiz: Tonosama no Yabō 2 - Zenkoku-ban (クイズ 殿様の野望2 全国版, Quiz Ambition of Feudal Lord 2 - Nationwide Edition) est un jeu vidéo de quiz, développé par Capcom et sorti en janvier 1995 sur système d'arcade CP System.  C'est la suite du jeu Quiz: Tonosama no Yabō sorti en 1991,.

## Série
1. Quiz: Tonosama no Yabō : Mitchell, 1995
2. Quiz: Tonosama no Yabō 2 - Zenkoku-ban